# Johannes Westerhoff
Johannes E. Westerhoff (* 1947 in Wietzen) ist ein deutscher Diplomat im Ruhestand. Er war zuletzt von 2008 bis 2012 Ständiger Vertreter der Bundesrepublik Deutschland bei der OECD in Paris. Westerhoff ist verheiratet und hat vier Kinder.
Westerhoff studierte Rechtswissenschaften und Geschichte an den Universitäten Heidelberg, Genf, München und Berkeley und promovierte in München mit einer Arbeit über das Warenzeichenrecht. 1976 trat Westerhoff in den Auswärtigen Dienst ein.
Nach europapolitischer Tätigkeit in der politischen Abteilung und Kurzzeiteinsätzen in London, Kopenhagen und Paris im Zusammenhang mit der deutschen EG-Präsidentschaft 1978 war erste Auslandsstation ab 1979 die Botschaft in Jakarta in Indonesien. Es folgten Verwendungen in der Völkerrechtsabteilung, an der deutschen Botschaft in Dakar in Senegal als Ständiger Vertreter, an der Botschaft in Paris in der politischen Abteilung sowie später als Leiter der Presse- und Informationsabteilung.
1994 wurde Westerhoff zum Botschafter der Bundesrepublik Deutschland in Nouakchott in Mauretanien ernannt und war anschließend Referatsleiter in der Personalabteilung des Auswärtigen Amtes. Von 2003 bis Juli 2005 war Westerhoff Stellvertretender Beauftragter für die deutsch-französische Zusammenarbeit, von 2005 bis 2008 deutscher Botschafter in Algier in Algerien. Von Dezember 2008 bis 2012 war er Ständiger Vertreter der Bundesrepublik Deutschland bei der OECD in Paris.

## Publikationen
- Die relativen Schutzvoraussetzungen der Marke – rechtsvergleichende Überlegungen zur Reform des deutschen Warenzeichenrechts. (Dissertation), Heymann, München, 1976